# 유니언 퍼시픽 철도
유니온 퍼시픽 철도(영어: Union Pacific Railroad, UP)는 네브래스카주 오마하에 본부를 두고 있는 미국의 철도회사이다.
UP의 노선은 주로 미국 중부 및 서부에 설치되어 있으며, 동쪽으로는 시카고, 남쪽으로는 뉴올리언스에 달한다. UP가 보유한 노선 총연장은 43,470킬로미터이며, 이는 미국에 위치한 어느 철도회사보다도 긴 것이다. 이러한 긴 노선연장은 다른 크고 작은 철도회사를 매입함에 따라 가능했다. BNSF철도와 경쟁관계에 있다.

## 역사
1862년에 태평양 철도법(영어: Pacific Railroad Acts)의 허가와 동시에 설립했다. 이후 미국 동부에서 미국 서부를 잇는 철도를 건설했다. 1869년에 미국 서부에서 미국 동부간 건설하고 있던 센트럴 퍼시픽 철도(영어: Central Pacific Railroad)가 합류하게 되면서 북아메리카 지역 최초로 대륙을 횡단하는 철도를 탄생했다.
이후 모르몬 교가 설립한 유타 센트럴 철도, 유타 서던 철도, 유타 노던 철도를 합병했다. 그 결과 동쪽으로 콜로라도주, 서쪽으로 오리건주와 태평양 북서부로 진출하게 되었다.
하지만 1872년에 크레디트 모빌리에 오브 아메리카 스캔들(영어: Crédit Mobilier of America scandal) 사건에 휘말리게 되면서 이 회사는 파산하게 되면서 유니온 퍼시픽 레일웨이(영어: Union Pacific Railway)로 사명이 변경되었다. 1880년 1월에 미국의 자산가인 제이 굴드가 이 회사를 출자하면서 회사를 다시 회생 시키게 되었다.
같은 해 덴버와 캔자스시티를 연결하는 캔자스 퍼시픽 철도를 인수했다. 그러나 제이 굴드에 의해 회생한 기업도 1883년에 파산이 되었고 1897년에 현재의 사명으로 변경했다. 이후 재건한 회사는 실적을 회복하고 1901년에 서던 퍼시픽 철도를 인수했으나 1913년에 미국 대법원에 의해 경영권이 분리 되었다가 1996년에 다시 인수하게 되었다.
1948년부터 1970년대까지 세계에서 유례없는 대규모 편성으로 이루어진 전기 가스터빈 기관차를 운용했으나 1970년대에 연료 비용의 상승으로 인해 전량 퇴역되었다.

## 보유 차량
- 2016년 1월 기준으로 유니언 퍼시픽 철도는 다음과 같은 차량을 보유하고 있으며 평균 기령은 17.8년이다.

| 유형      | 대수  |
| --------- | ----- |
| 4-8-8-4   | 1     |
| 4-6-6-4   | 1     |
| 4-8-4     | 1     |
| B40-8     | 91    |
| C40-8     | 333   |
| C40-8W    | 50    |
| C41-8W    | 154   |
| C4460AC   | 80    |
| C44-9W    | 274   |
| C44AC/CTE | 1,485 |
| C45AC/CTE | 943   |
| C6044AC   | 176   |
| C60AC     | 75    |
| DDA40X    | 1     |
| E9A       | 2     |
| E9B       | 1     |
| GP15-1    | 160   |
| GP38-2    | 664   |
| GP38AC    | 2     |
| GP39-2    | 49    |
| GP40      | 15    |
| GP40-2    | 142   |
| GP40-2P   | 2     |
| GP40M-2   | 65    |
| GP50      | 48    |
| GP60      | 194   |
| MP15AC    | 41    |
| MP15DC    | 102   |
| SD40-2    | 505   |
| SD60      | 85    |
| SD60M     | 560   |
| SD70ACe   | 321   |
| SD70M     | 1,445 |
| SD9043AC  | 309   |
| SW1500    | 18    |

## 사진

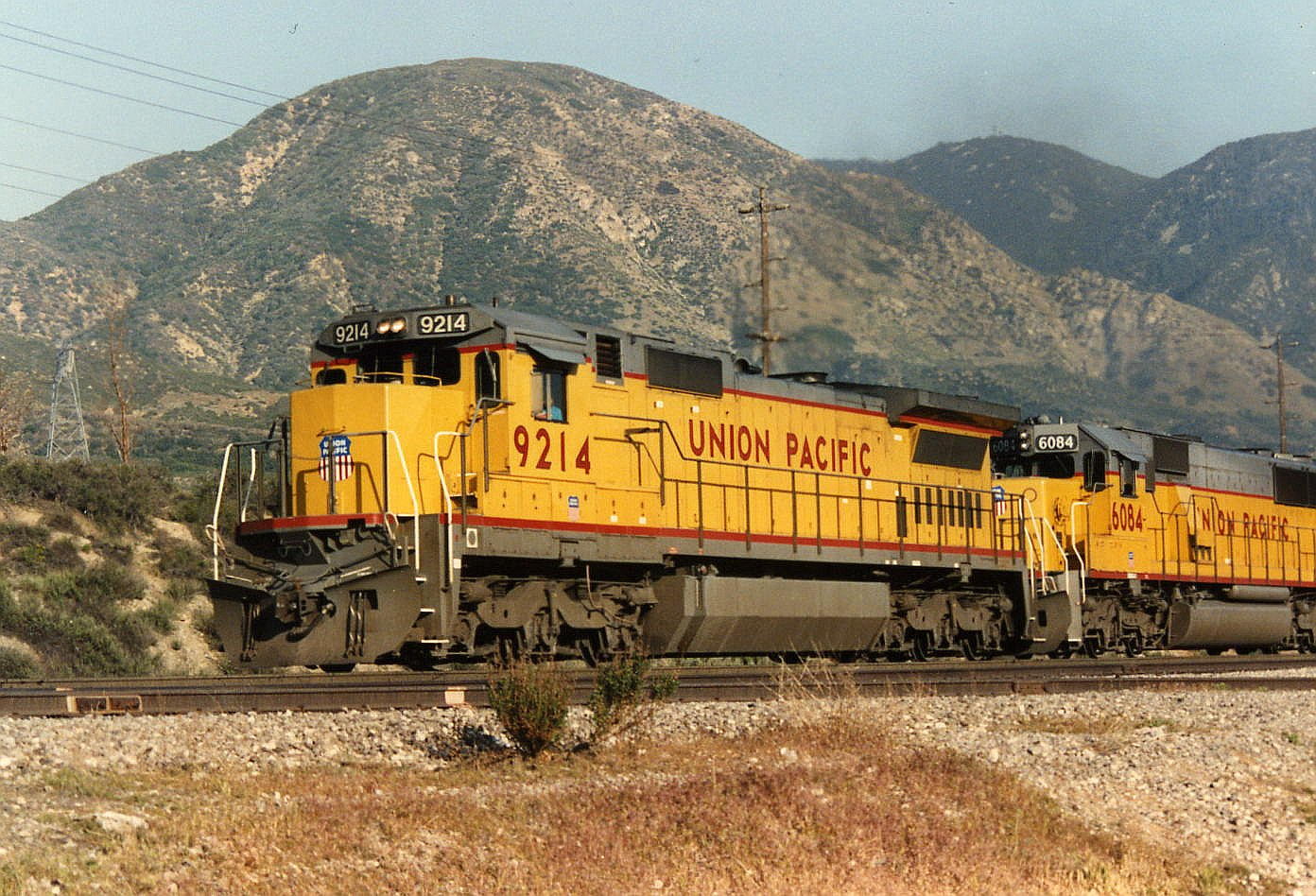
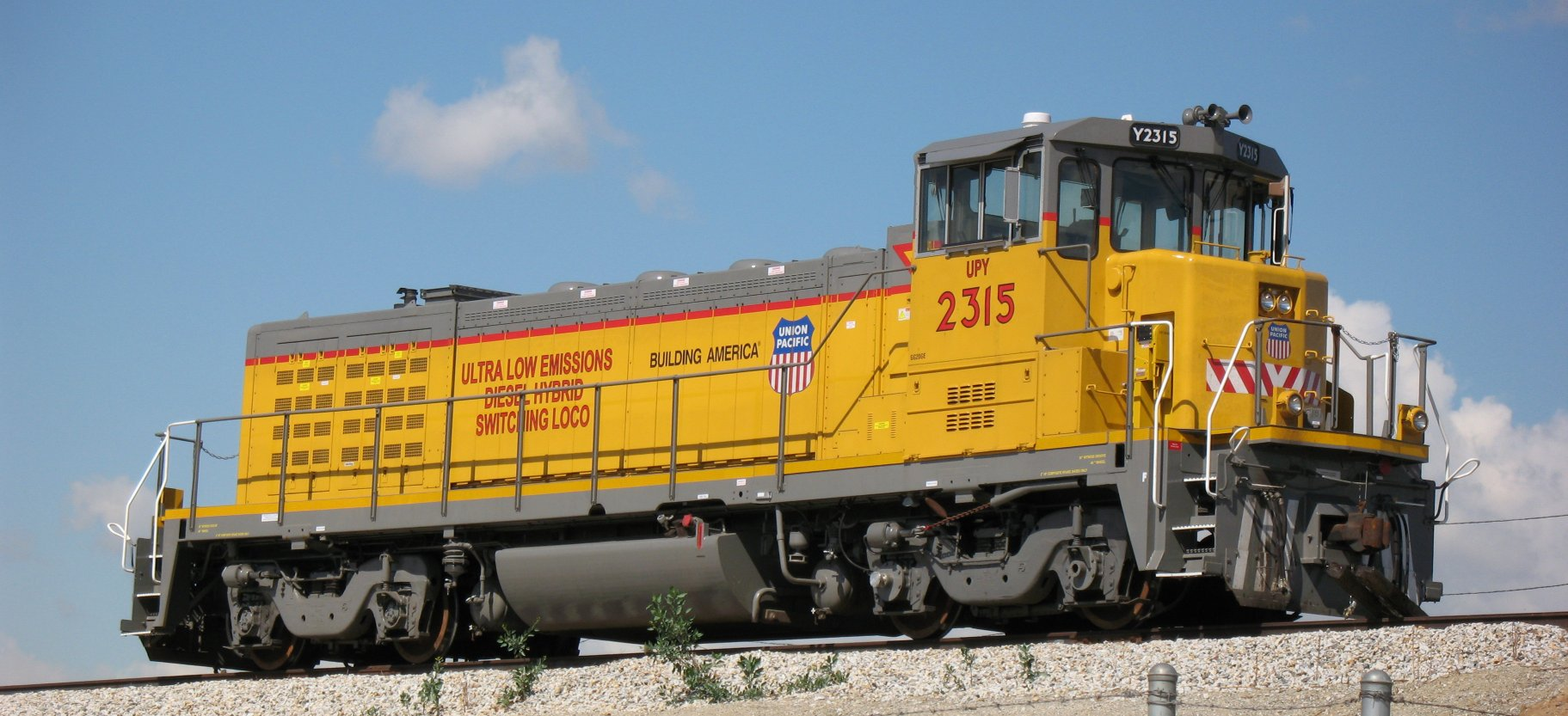
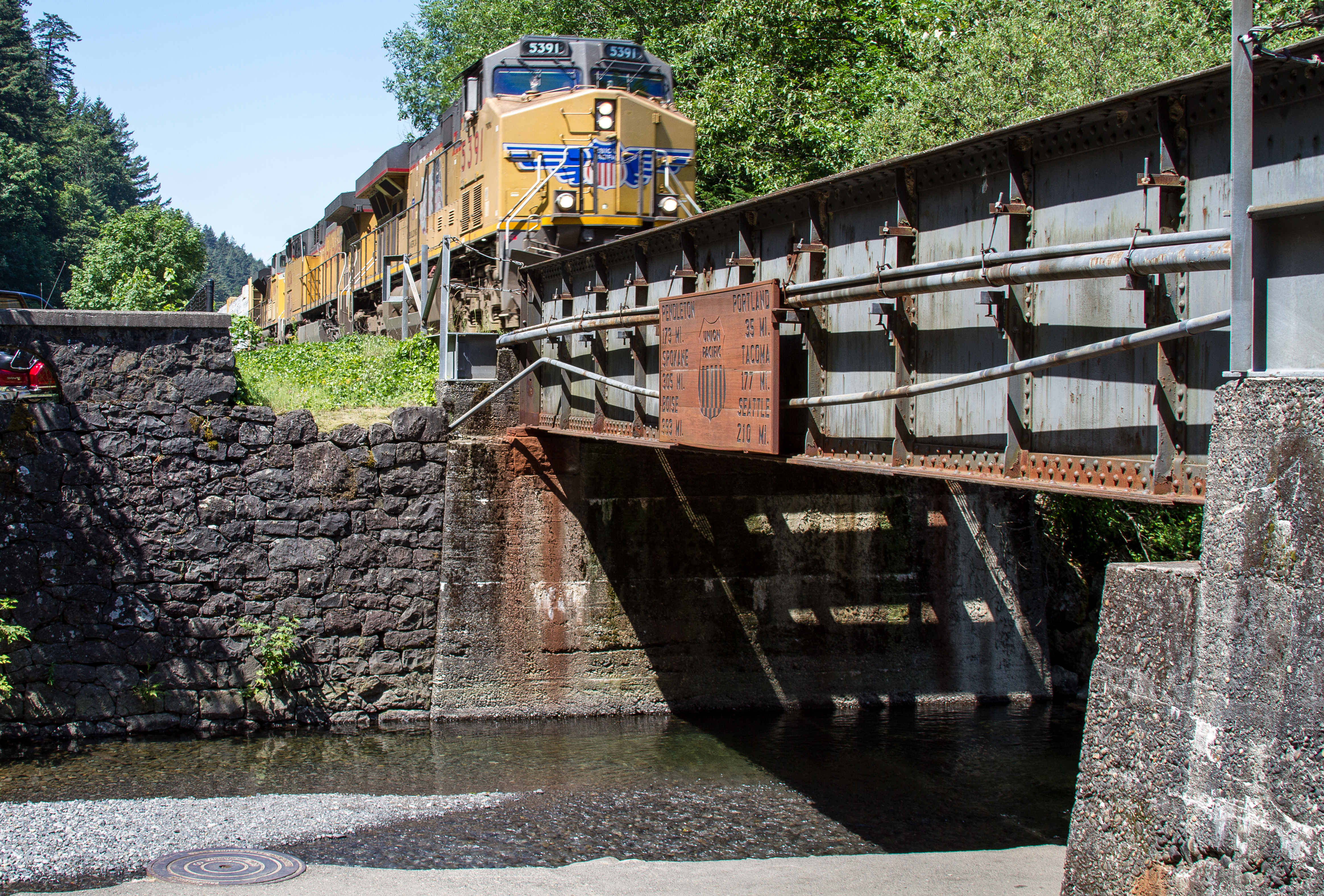
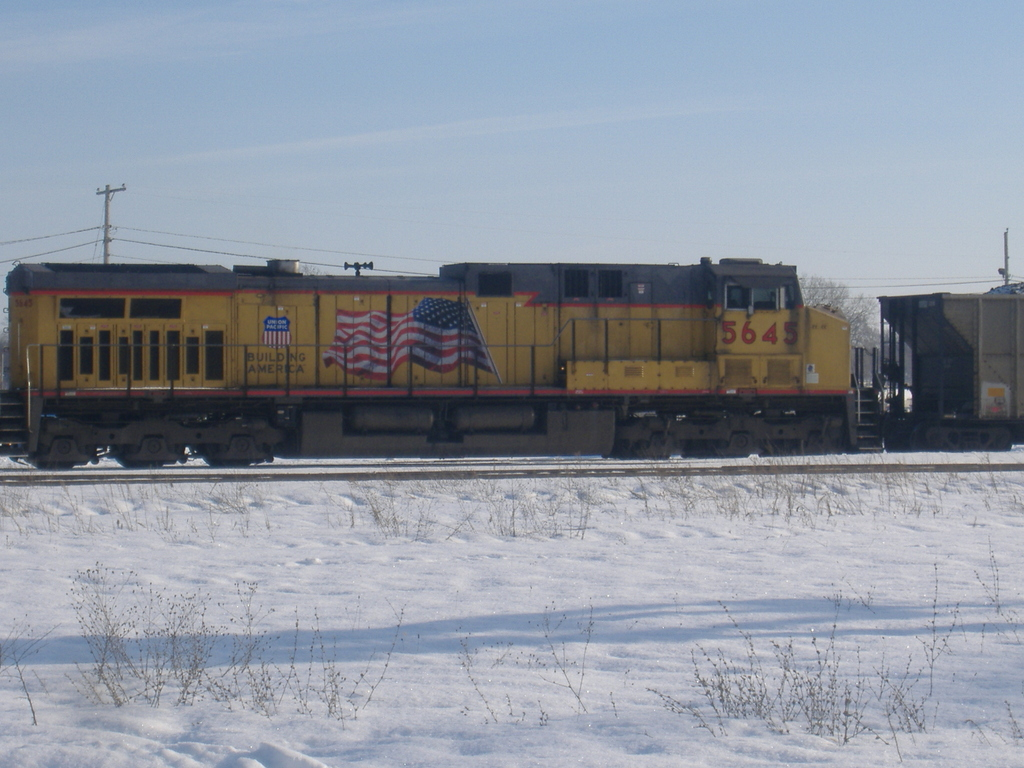
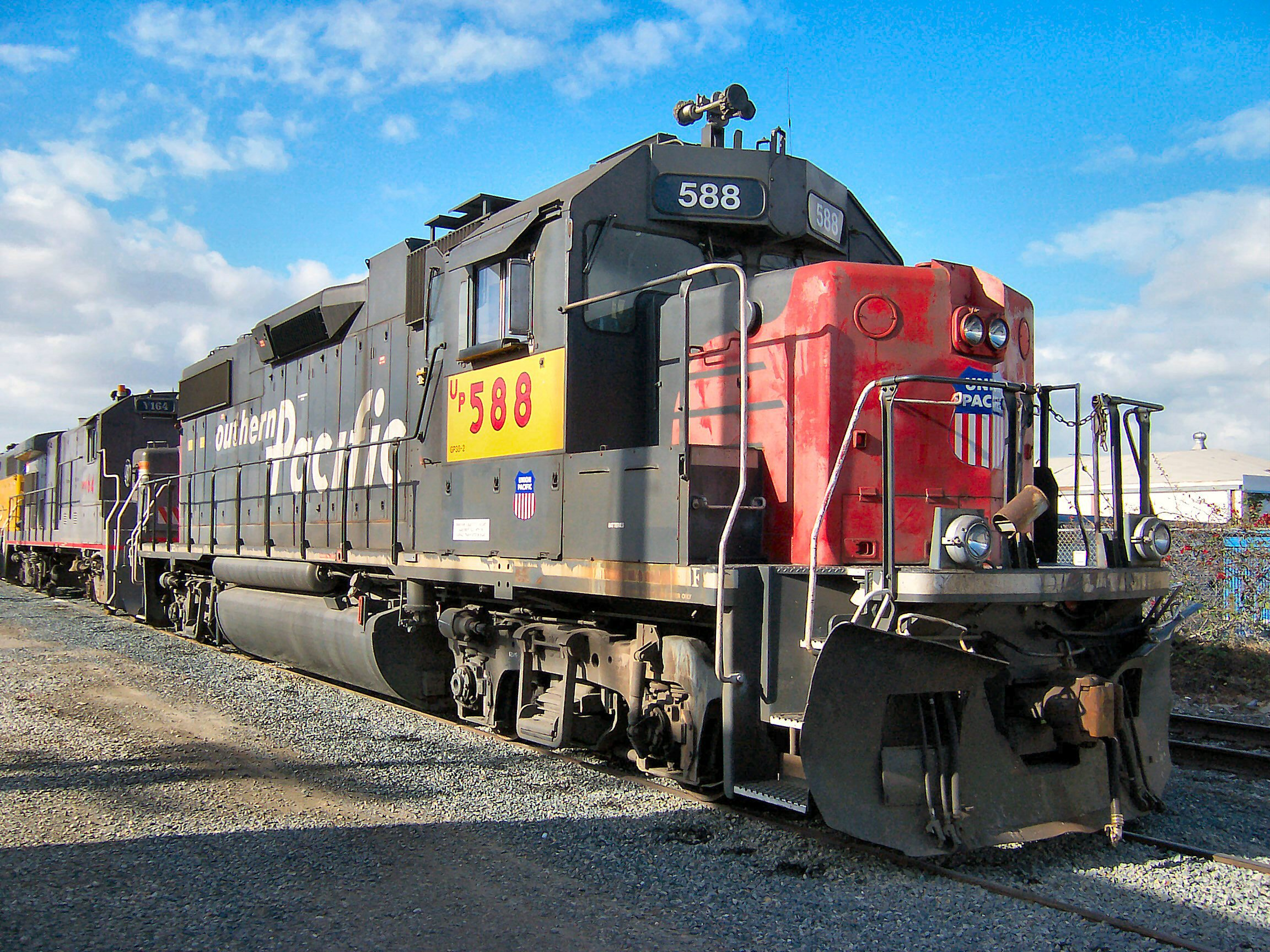
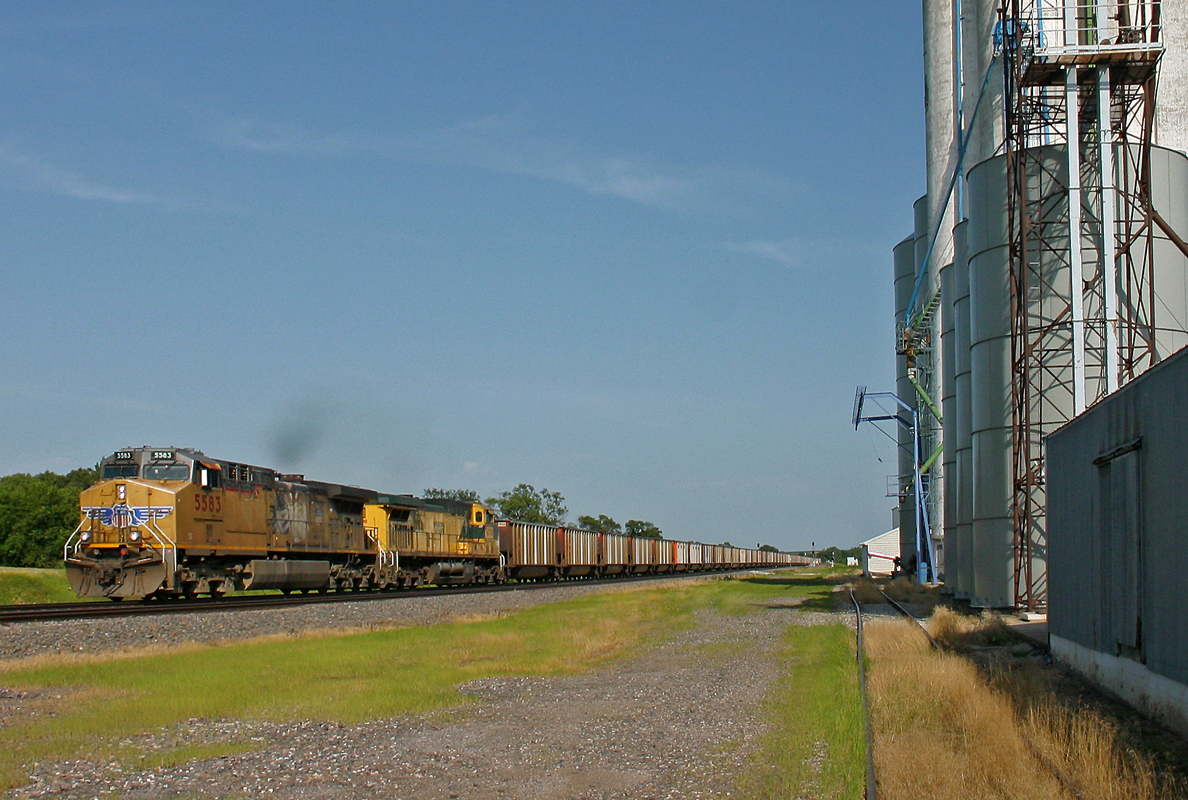
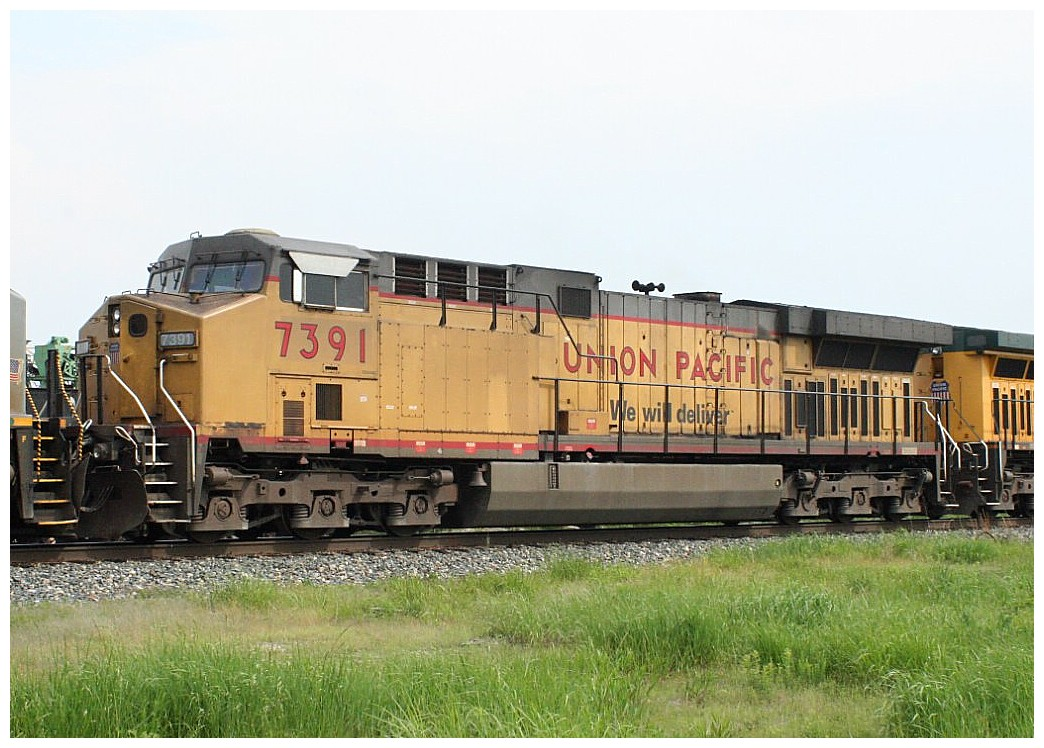
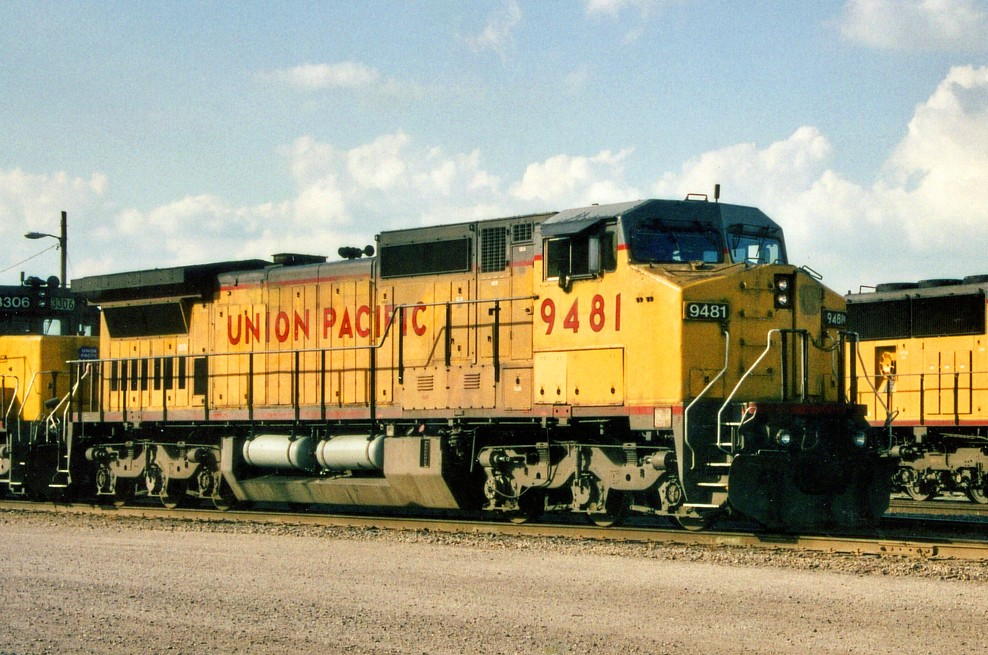
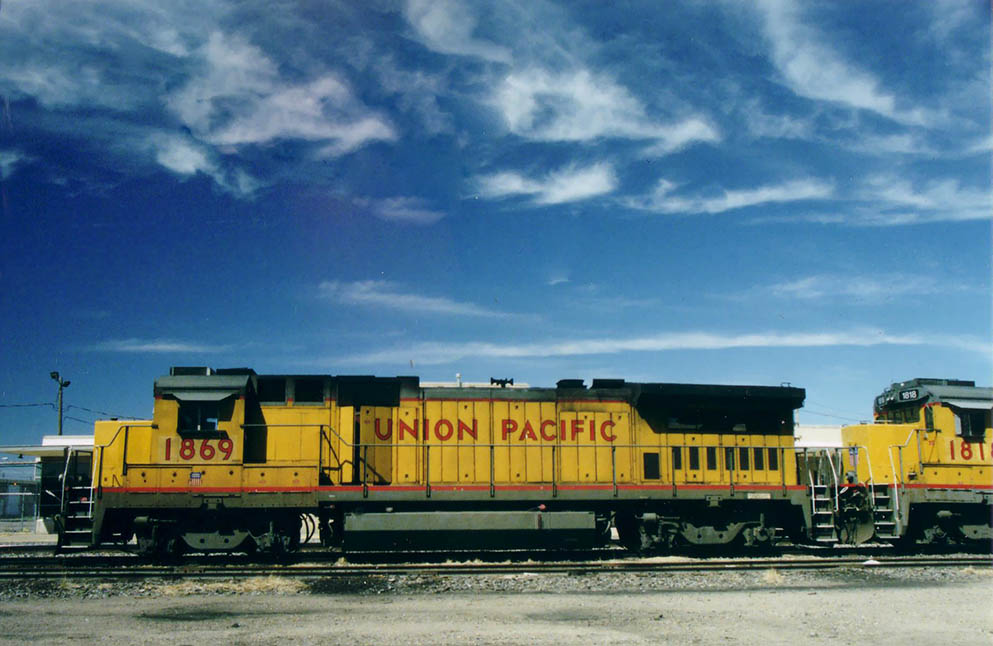